# Foghat
Foghat es una banda de rock británica formada en la ciudad de Londres en 1971. La agrupación es reconocida por su constante uso de guitarra slide en su música, algo notable en su sencillo más popular, "Slow Ride", del álbum Fool for the City de 1975. Foghat ha obtenido cinco discos de oro, un disco de platino y un disco de doble platino. A pesar de los constantes cambios en la formación, la banda continúa grabando nuevo material y ofreciendo conciertos.

## Historia

### Década de 1970
La banda fue formada inicialmente por Dave "Lonesome" Peverett en guitarras y voz, Tony Stevens en el bajo y Roger Earl en la batería, después de la salida de los tres músicos de la agrupación Savoy Brown en 1970. El guitarrista Rod Price se unió a la banda luego de abandonar Black Cat Bones en diciembre del mismo año. En 1972, el reconocido productor Dave Edmunds, popular por su trabajo con Elvis Presley, se interesó en esta nueva agrupación. Bajo el sello Bearsville el grupo publicó, con producción de Dave Edmunds y Tom Dawes (exmiembro de The Cyrkle), el álbum Foghat (1972), disco homónimo en el cual, además de temas propios escritos principalmente por Peverett, se incluía una versión de Willie Dixon, "I Just Want to Make Love to You" y otra de Chuck Berry, "Maybellene".
Tras cerrar el año de 1973 con un segundo Foghat, al que pusieron de sobrenombre Rock & Roll, en 1974 la banda publica dos álbumes: Energized y Rock and Roll Outlaws. El primero se lleva la aceptación del público gracias especialmente al sencillo "That'll Be The Day" (original de Buddy Holly), incluyendo en la cara B una canción propia titulada "Wild Cherry". En 1975 sale al mercado Fool for the City, una de las producciones más destacadas de la banda, ayudada por el rotundo éxito que obtuvo el sencillo "Slow Ride", el cual años más tarde se posicionó en la ubicación número 45 de la lista VH1 Greatest Hard Rock Songs. Para Fool for the City Tony Stevens fue reemplazado por Nick Jameson. Los siguientes tres álbumes de la banda, Night Shift, Stone Blue y Boogie Motel mostraron un sonido muy similar al del exitoso Fool for the City.

### Década de 1980
Craig MacGregor reemplazó a Jameson en Night Shift (1976), un LP producido por Dan Hartman. El directo Foghat Live (1977) cosechó su mejor recibimiento comercial, llegando al puesto número 11 en la lista Billboard. Debido al auge del sonido new wave, las siguientes producciones discográficas de la banda se vieron influenciadas por esa tendencia, especialmente Tight Shoes de 1980, algo que aceleró la partida del guitarrista Rod Price, asegurando además que estaba cansado de las constantes giras. A partir de este momento y a lo largo de la década, la formación de Foghat quedó tocada. Devaneos por caminos que les separaban de sus raíces, cambios constantes en la alineación y un recrudecimiento en la relación de los miembros originales hicieron que el éxito cosechado en la década anterior empezara a agotarse. Así es como sus siguientes producciones, Girls to Chat & Boys to Bounce, In the Mood for Something Rude y Zig-Zag Walk no obtuvieron los resultados esperados. En 1985, y tras dos años de sobrevivir especialmente de sus presentaciones en directo, la banda decide entrar en un hiato, con Dave Peverett retirándose de la vida de la carretera. Roger Earl, junto con los componentes restantes de Foghat, Erik Cartwright y Craig MacGregor, inician un proyecto musical denominado The Kneetremblers.

#### El retorno
En 1987 Roger Earl junto a MacGregor, Cartwright y el cantante Eric (E.J.) Burgeson salieron de gira como Foghat, algo que emuló Peverett, formando su propia versión de Foghat. Por esta razón, desde 1990 hasta 1993 hubo dos agrupaciones distintas tratando de revivir el legado de Foghat. En 1993 la formación original, compuesta por Dave Peverett, Roger Earl, Tony Stevens y Rod Price, se reunió para la grabación del álbum Return of the Boogie Men, disco en el que retornaron al sonido que los hizo famosos en la década de 1970. Después de permanecer juntos por seis años, Price abandonó de nuevo la formación.

### Década de 2000-actualidad

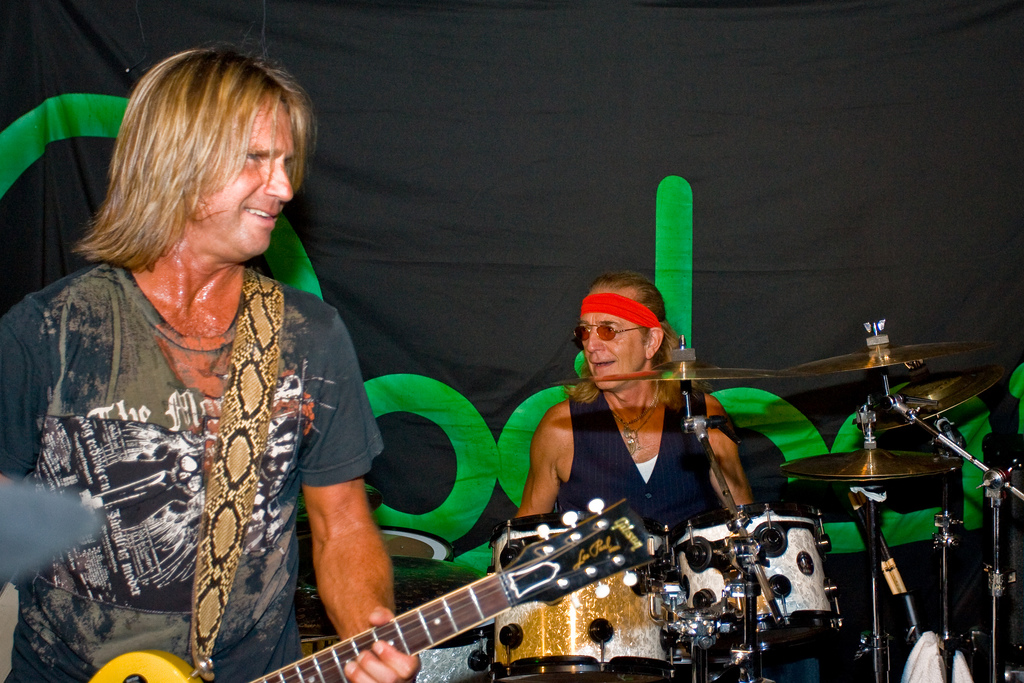
Foghat en vivo en 2007.

El inicio del nuevo milenio estuvo marcado por la muerte de Dave Peverett. El 7 de febrero de 2000 el músico sucumbió a su lucha contra el cáncer de riñón, a la edad de 56 años. Charlie Huhn, reconocido por su trabajo con Humble Pie y Ted Nugent, fue contratado para reemplazarlo como guitarrista y cantante. Esta nueva alineación, compuesta por Earl, Stevens, Bassett y Huhn, grabó el álbum Family Joules en 2003.
Price falleció el 22 de marzo de 2005 a los 57 años debido a una caída provocada por un ataque cardíaco. Ese mismo año, Stevens abandonó la agrupación y fue reemplazado nuevamente por MacGregor.
En 2010 la agrupación estaba compuesta por Earl, MacGregor, Huhn y Bassett. El baterista Bobby Rondinelli se unió de manera temporal a la banda reemplazando a Earl mientras se recuperaba de una cirugía. El siguiente álbum de la banda, Last Train Home, fue publicado el 15 de junio de 2010. El 9 de julio de 2013 la banda publicó la canción navideña "The Word of Rock n' Roll".
El 10 de noviembre de 2015, Foghat anunció el lanzamiento de un nuevo álbum financiado a través de la plataforma PledgeMusic. El disco, titulado Under the Influence, fue publicado el 24 de junio de 2016. Ese mismo año el bajista Craig MacGregor fue diagnosticado con cáncer de pulmón. Los efectos de la quimioterapia imposibilitaban que pudiera tocar en vivo con la banda, por lo que el bajista de Pat Travers, Rodney O'Quinn, lo reemplazó en las giras. Finalmente, MacGregor falleció el 9 de febrero de 2018.

## En la cultura popular
- En el episodio de la serie de televisión estadounidense Los Simpson titulado "Like Father, Like Clown", el hombre que entrevista al padre de Krusty el payaso usa una camiseta de Foghat.
- La canción "Slow Ride" fue incluida en los videojuegos Grand Theft Auto: San Andreas y Guitar Hero III: Legends of Rock.[11]
  - Al igual que en GTA IV, la canción Drivin' Wheel aparece en la estación Liberty Rock Radio
- En un episodio de la serie de televisión El joven Sheldon, se ve al protagonista repartiendo periódicos en un triciclo mientras suena la canción.

## Discografía

### Álbumes
| Año  | Álbum                          | Billboard 200 |
| ---- | ------------------------------ | ------------- |
| 1972 | Foghat                         | 127           |
| 1973 | Rock and Roll                  | 67            |
| 1974 | Energized                      | 34            |
| 1974 | Rock and Roll Outlaws          | 40            |
| 1975 | Fool for the City              | 23            |
| 1976 | Night Shift                    | 36            |
| 1977 | Live                           | 11            |
| 1978 | Stone Blue                     | 25            |
| 1979 | Boogie Motel                   | 35            |
| 1980 | Tight Shoes                    | 106           |
| 1981 | Girls to Chat & Boys to Bounce | 92            |
| 1982 | In the Mood for Something Rude | 162           |
| 1983 | Zig-Zag Walk                   | 192           |
| 1994 | Return of the Boogie Men       | -             |
| 1998 | Road Cases                     | -             |
| 2003 | Family Joules                  | -             |
| 2003 | Decades Live                   | -             |
| 2007 | Foghat Live II                 | -             |
| 2010 | Last Train Home                | -             |
| 2016 | 'Under the Influence'          | -             |
| 2017 | Live at the Belly Up           | -             |

### Recopilaciones
- Best of Foghat (1989)
- Best of Foghat Volume 2 (1992)
- Best of Foghat (Rhino Special Edition) (1992)
- Slow Ride and Other Hits (1997)
- Anthology (1999)
- Hits You Remember Live (2001)
- Live 2000 (2001)
- Essential (2002)

### Sencillos
| Año  | Sencillo                                     | Billboard Hot 100 |
| ---- | -------------------------------------------- | ----------------- |
| 1972 | "I Just Want to Make Love to You"            | 83                |
| 1973 | "What a Shame"                               | 82                |
| 1975 | "Slow Ride"                                  | 20                |
| 1976 | "Fool for the City"                          | 45                |
| 1976 | "Drivin' Wheel"                              | 34                |
| 1977 | "I'll Be Standing By"                        | 67                |
| 1977 | "I Just Want to Make Love to You" (live)     | 33                |
| 1978 | "Stone Blue"                                 | 36                |
| 1979 | "Third Time Lucky (First Time I Was a Fool)" | 23                |
| 1980 | "Stranger in My Home Town"                   | 81                |
| 1981 | "Wide Boy"                                   | -                 |
| 1981 | "Live Now - Pay Later"                       | 102               |
| 1982 | "Slipped, Tripped, Fell in Love"             | -                 |